# Space World (Freizeitpark)
Koordinaten: 33° 52′ 25″ N, 130° 48′ 44″ O
Space World (japanisch スペースワールド) war ein japanischer Freizeitpark in Kitakyūshū, Fukuoka, der am 22. April 1990 eröffnet wurde. Am 31. Dezember 2017 wurde der Park geschlossen.

## Liste der Achterbahnen
| Name                                                     | Typ                                                  | Hersteller     | Eröffnungsjahr | Schließungsjahr |
| -------------------------------------------------------- | ---------------------------------------------------- | -------------- | -------------- | --------------- |
| Black Hole Scramble / ブラックホールスクランブル         | Dunkelachterbahn, Familienachterbahn                 | Nippon         | 1990           | 2017            |
| Boogie-woogie Space Coaster / ブギウギスペースコースター | Stahlachterbahn ohne Inversionen                     | Senyo Kogyo    | 1990           | 2017            |
| Clipper / クリッパー                                     | Stahlachterbahn ohne Inversionen, Familienachterbahn | Togo           | 1995           | 2017            |
| Titan MAX / タイタンＭＡＸ                               | Stahlachterbahn ohne Inversionen                     | Arrow Dynamics | 1994           | 2017            |
| Venus GP / ヴィーナスGP                                  | Stahlachterbahn mit Inversion                        | Maurer Rides   | 1996           | 2017            |
| Zaturn / ザターン                                        | Launched Coaster                                     | Intamin        | 2006           | 2017            |